# 匙唇兰
匙唇兰（学名：Schoenorchis gemmata）为兰科匙唇兰属下的一个种。

## 扩展阅读
- 維基物種上的相關：匙唇兰